# سامسونگ گلکسی آ۰۱ کور
سامسونگ گلکسی آ۰۱ کور (به انگلیسی: Samsung Galaxy A01 Core) یک تلفن هوشمند تولید شده توسط سامسونگ است. این تلفن هوشمند در ۲۱ ژوئیه ۲۰۲۰ معرفی و در ۶ اوت ۲۰۲۰ به بازار عرضه شد. رنگ‌های مشکی، آبی و قرمز برای آ۰۱ کور در نظر گرفته شده است.
آ۰۱ کور در دو مدل ۱ گیگابایت حافظه رم و ۱۶ گیگابایت حافظه داخلی یا ۲ گیگابایت حافظه رم و ۳۲ گیگابایت حافظه داخلی عرضه شده.
باتری به کار رفته از نوع لیتیوم-یون و با ظرفیت ۳۰۰۰ میلی‌آمپر می‌باشد و از طریق میکرو یواس‌بی ۲٫۰ (به انگلیسی: MicroUSB 2.0) شارژ می‌شود. در این گوشی خبری از حسگر اثر انگشت نیست. این تلفن هوشمند به تراشه مدیاتک MT6739 با پردازنده گرافیکی PowerVR GE8100 مجهز شده است. در پشت این دستگاه یک حسگر ۸ مگاپیکسلی برای دوربین و در جلوی دستگاه هم یک حسگر ۵ مگاپیکسلی به عنوان دوربین جلو یا سلفی در نظر گرفته شده است. صفحه نمایش آ۰۱ کور یک عدد نمایشگر IPS LCD به اندازه ۵٫۳ اینچ با وضوح ۷۲۰ در ۱۴۸۰ است.